# Битва при Санджу
Битва при Санджу (кор. 尚州戰鬪, 상주전투, яп. 尚州の戦い; 4 червня 1592) — бій, що відбувся між японськими і корейськими військами поблизу корейського міста Санджу на початку Імджинської війни.

## Короткі відомості
1-а японська експедиційна армія під командуванням Конісі Юкінаґи просувалася на північ, з метою захопити Сеул. На зустріч їй з корейської столиці було вислано мізерне військо у 800 чоловік на чолі з генералом Лі Ілєм. Воно зайняло позиції на пагорбах в околицях міста Санджу на півночі провінції Кьонсан. Оскільки вояків не вистачало, Лі Іль мобілізував 1000 селян з навколишніх поселень. Коли гінець приніс йому інформацію, що багатотисячна японська армія наближається до Санджу, генерал відрубав йому голову, щоб запобігти паніці серед власного війська.
5 червня 1592 року Лі Іль вислав патруль, щоб розвідати місце знаходження японських сил. Однак патрульні були підстрелені снайперами противника і не повернулися. Незабаром з тилу неочікувано з'явилася японська піхота, яка відкрила вогонь з аркебуз. У відповідь корейці стали стріляти з луків, але їхні стріли не долітали. Японський полководець Конісі Юкінага віддав наказ штурмувати корейські позиці на пагорбах, попередньо оточивши їх. Лі Іль розгадав задум противника і, відчуваючи небезпеку, утік на коні. Його прикладу наслідували рештки війська. Більшість з них були захоплени японцями  і обезголовлени.
Перемога японців під Санджу відкрила їм дорогу до провінції Чхунчон.